# Liste der Monuments historiques in Le Douhet
Die Liste der Monuments historiques in Le Douhet führt die Monuments historiques in der französischen Gemeinde Le Douhet auf.

## Liste der Bauwerke
| Bezeichnung              | Beschreibung                                                                                   | Standort | Kennzeichnung | Schutzstatus | Datum | Bild           |
| ------------------------ | ---------------------------------------------------------------------------------------------- | -------- | ------------- | ------------ | ----- | -------------- |
| Römischer Aquadukt       | Erbaut im 1. Jahrhundert                                                                       | (Lage)   | PA00104671    | Classé       | 1840  | weitere Bilder |
| Gallo-römischer Aquadukt | Erbaut im 1. Jahrhundert; auch auf dem Gebiet der Gemeinden Fontcouverte, Saintes und Vénérand | (Lage)   | PA00105313    | Classé       | 2014  |                |
| Château du Douhet        | Schloss mit Nebengebäuden, Höfen, Gärten und Wasserbecken, zwischen 1652 und 1678              | (Lage)   | PA00104672    | Inscrit      | 1969  | weitere Bilder |
| Kirche St-Martial        | Einschiffige Kirche, 12. Jahrhundert; Turmhaube des Glockenturms, 15. Jahrhundert              | (Lage)   | PA00104673    | Classé       | 1915  | weitere Bilder |

## Liste der Objekte

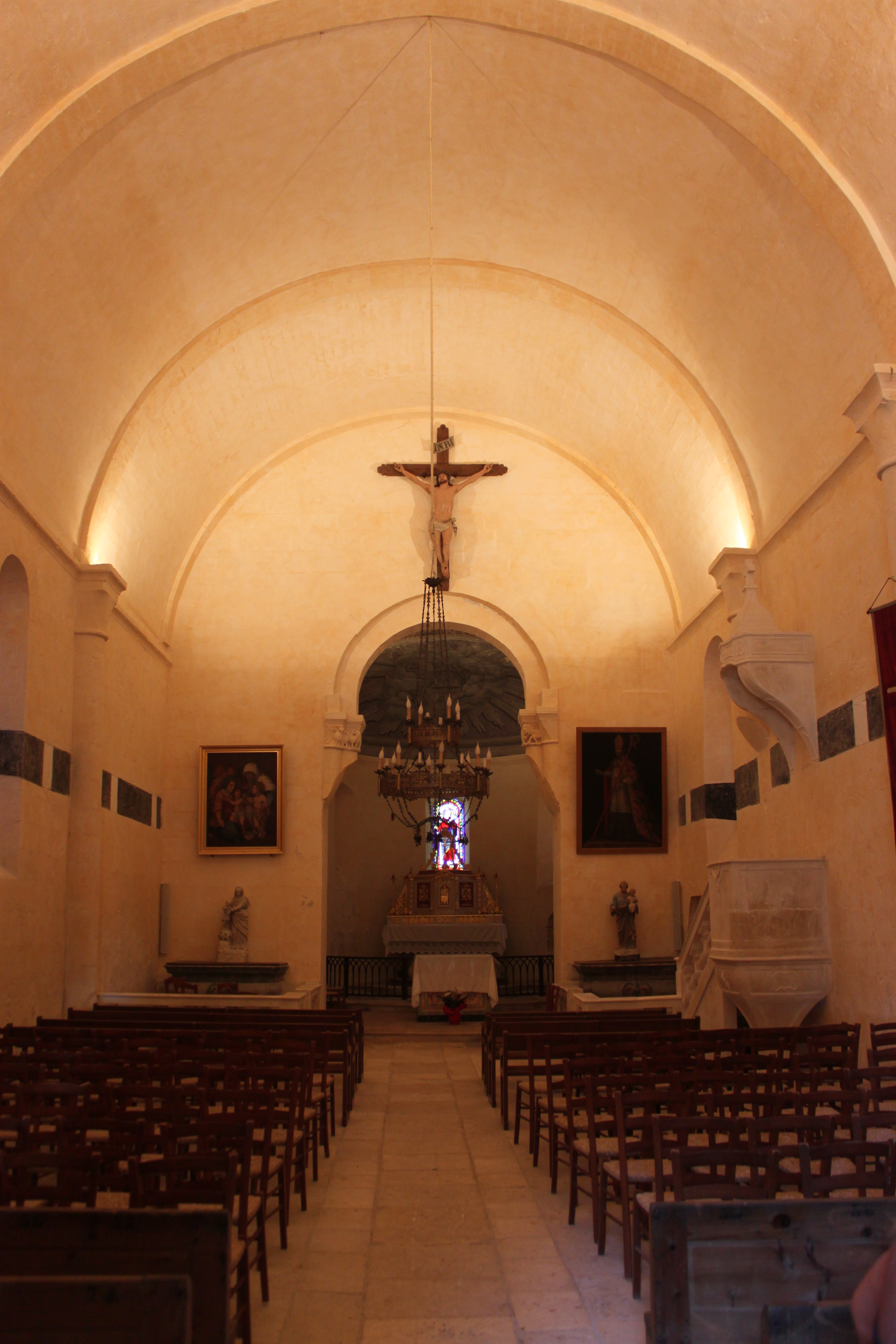
Innenansicht der Kirche St-Martial mit Altar und Kanzel

- Monuments historiques (Objekte) in Le Douhet in der Base Palissy des französischen Kultusministeriums